# Anaides planus
Anaides planus är en skalbaggsart som beskrevs av Federico Ocampo 2006. Anaides planus ingår i släktet Anaides och familjen Hybosoridae. Inga underarter finns listade i Catalogue of Life.